# Alexander Wassiljewitsch Beljakow

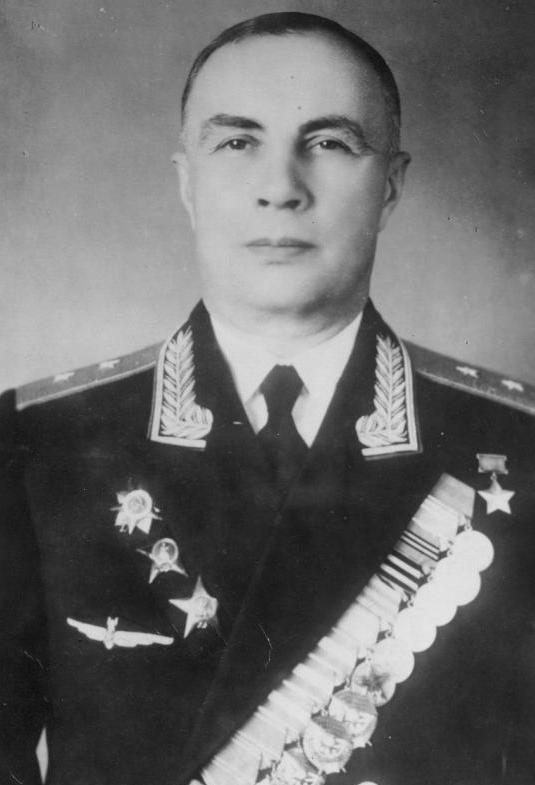
Alexander Beljakow

Alexander Wassiljewitsch Beljakow (russisch Александр Васильевич Беляков; * 9. Dezemberjul. / 21. Dezember 1897greg. in Bessubowo (Oblast Moskau); † 28. November 1982 in Moskau) war ein sowjetischer Pilot.

## Leben
Beljakow trat 1919 in die Rote Armee ein und nahm in der 25. Schützendivision unter dem Kommando von Wassili Tschapajew am Russischen Bürgerkrieg teil. 1921 absolvierte er einen Lehrgang für Photogrammetrie und unterrichtete anschließend an der dortigen Schule. 1930 wechselte er an die Schukowski-Militärakademie, wo er bis 1935 einen Lehrstuhl für Navigation innehatte.
Vom 20. bis 22. Juli 1936 unternahm Beljakow zusammen mit Waleri Tschkalow und Georgi Baidukow mit dem Rekordflugzeug ANT-25 einen Nonstopflug über 9374 Kilometer von Moskau über den Arktischen Ozean bis zur im südlichen Ochotskischen Meer befindlichen Insel Udd. Das Flugzeug befand sich dabei 56 Stunden und 20 Minuten in der Luft. Für diese Leistung erhielt Beljakow am 24. Juli 1936 den Titel Held der Sowjetunion. Einen weiteren Rekordflug mit demselben Flugzeug und derselben Besatzung unternahm er vom 18. bis zum 20. Juni 1937 von Moskau nach Portland im US-Bundesstaat Oregon. Dabei wurden 9130 km (Luftlinie 8504 km) in 63 Stunden und 25 Minuten zurückgelegt.
Von 1936 bis 1939 hatte Beljakow eine leitende Funktion bei den Fernbombenfliegerkräften (DBA) inne. 1940 wechselte er zur Schukowski-Akademie als stellvertretender Chef für navigatorische Ausbildung. Während des Großen Vaterländischen Krieges war Beljakow Leiter mehrerer Ausbildungsstätten für Navigation. 1945 nahm er als Militär in der Führungsebene einer Luftarmee an der Berliner Operation teil.
Nach Kriegsende avancierte Beljakow zum Fakultätsleiter an der Akademie der WWS. Im August 1960 wurde er als Generalleutnant der Flieger in die Reserve versetzt.
Neben dem Titel „Held der Sowjetunion“ wurde Beljakow zweimal mit dem Leninorden und dreimal mit dem Rotbannerorden ausgezeichnet. Er verfasste zahlreiche Abhandlungen über Navigation und war Doktor der Geographie.